# Dicranophorus lenapensis
Dicranophorus lenapensis är en hjuldjursart som beskrevs av Myers 1938. Dicranophorus lenapensis ingår i släktet Dicranophorus och familjen Dicranophoridae. Inga underarter finns listade i Catalogue of Life.